# Walter Loosli
Walter Loosli (* 29. Juli 1932 in Sonvilier im Ortsteil La Chaux-d'Abel; † 29. November 2015 in Köniz) war ein Schweizer Plastiker, Glasmaler und Gestalter von Kirchenfenstern.

## Leben
Walter Loosli machte eine Ausbildung zum Primarlehrer und Heilpädagogen in Bern. Danach absolvierte er eine Weiterbildung an der Kunstgewerbeschule Bern. Er lernte Zeichnen bei Hans Schwarzenbach und Max Rudolf von Mühlenen. Die Bildhauerei lernte er bei Salvatore Meli in Rom.
Seit 1972 arbeitete Loosli als freischaffender Künstler. Seine Haupttätigkeit war das Gestalten von Räumen, insbesondere Kirchen. Walter Loosli lebte ab 1954 bis zu seinem Tod in der Gemeinde Köniz, wo er eine Galerie führte.

## Ausstellungen
- 1991: Galerie Heubühne Oberdiessbach: Skulpturen und Holzschnitte
- 1992: Könizer Galerie: Wandgestaltungen und Glasfenster
- 1995: Postmuseum Prag: Grafik, Zeichnungen
- 2001: Könizer Galerie: Neue Glasbilder
- 2005: Kirchgemeindehaus Johannes Bern: Glasbilder - Holzschnitte - Skulpturen
- 2006: Eglise du Pasquart Bienne: Lumières des vitraux
- 2010: Kulturhof Köniz
- 2014: Rüttihubelbad, Walkringen
- 2017: Reformiertes Kirchgemeindehaus Zollikofen
- 2018: Atelierausstellung Köniz

## Werke
- 1973: Bezirksgefängnis, Bern: keramische Wandgestaltung im Foyer, 233 × 287 cm
- 1985: Reformierte Kirche Meikirch: drei keramische Wandbilder mit biblischen Themen
- 1988: Reformierte Kirche Ostermundigen: Wandrelief aus Holz, Kreuz und Schiff
- 1991/1992: Katholische Kirche Interlaken: Feuer und Wasser, Himmel und Erde zwei Fenster im Schiff, Glasmalerei, je 700 × 360 cm, Himmlisches Jerusalem und Weltenrad, zwei Emporefenster, 390 × 105 und 390 × 420 cm, Pfingstwunder Fenstergruppe über dem Eingangsportal, 150 × 180 cm, zwei flankierende Seitenfenster, je 154 × 61 cm, Maria im Strahlenkranz und Drei Lilien vier Fenster zu je 152 × 61 cm in der Seitenkapelle
- 1997/1999: Kirche Rüegsau: Karfreitag, Ostern, Pfingsten drei Fenster im Chor, zwei Fenster, je 175 × 108 cm, Mittelfenster 360 × 120 cm, Die sieben Schöpfungstage, sieben Fenster im Schiff, je 87 × 108 cm
- 1996: neue evang. Ref. Kirche Lyss - Seitenfenster
- 1999/2011: Glasfenster in der Kirche Kappelen BE
- 2003/2004: Reformierte Kirche Sigriswil, Fenster
- 2008: Kapelle Moron (Berner Jura), Fenster
- 2011: 19 Pavatex-Schnitte zum Buch über Janusz Korcak  Allein mit Gott, Gebete von Menschen, die nicht beten. Eigenverlage Kirchgemeinde Johannes, Bern
- 2004: Talita kum – Mädchen steh auf! Holzschnitte von Walter Loosli, Texte von Klara Butting und Gerard Minnaard, Verlag Erev-Rav
- 2012: Reformierte Kirche Schlosswil, 3 Fenster zur Trinität